# Jussamoutier
Die Abtei Jussamoutier in Burgund war ein Frauenkloster im historischen Zentrum von Besançon und bestand von der Gründung um 636 bis zur Auflösung im Jahr 1089.

## Geschichte

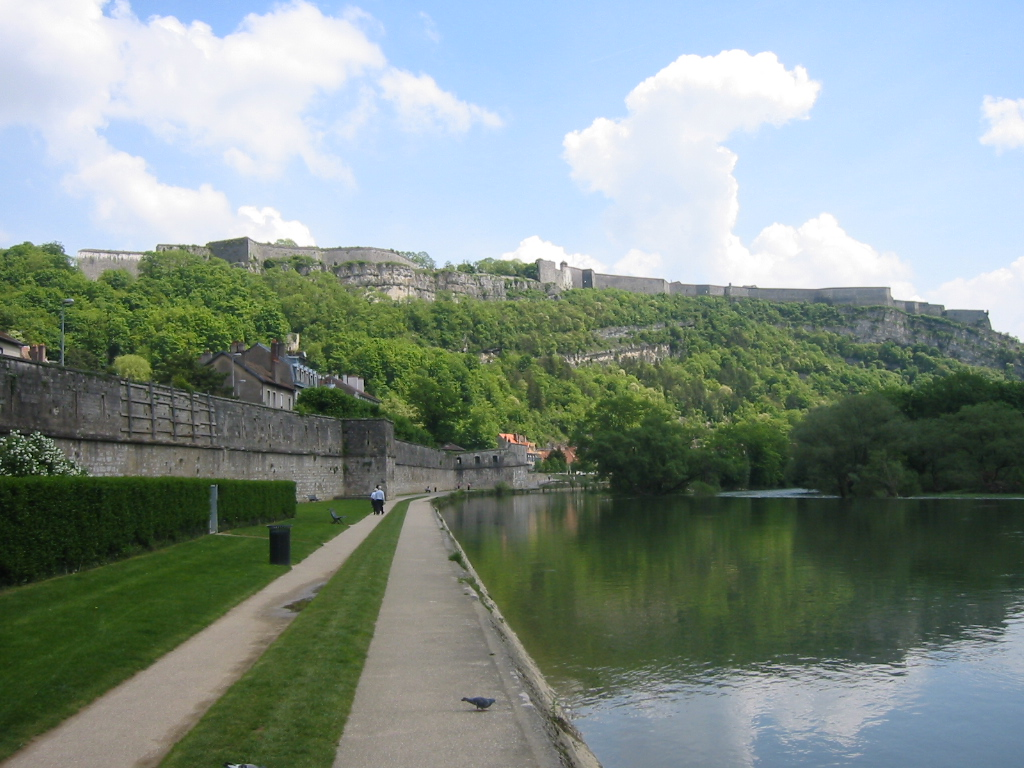
Zitadelle von Besançon

Das Kloster wurde um 636 von der Mutter des heiligen Donatus von Besançon, Aelia Flavia zum Gedenken an ihren verstorbenen Mann Waldelenus, den Dux von Transjuranien, gegründet und erhielt das Patrozinium der heiligen Maria.
Der Bau der Abtei erfolgte wohl auf eigenem Grundbesitz in der heutigen Rue Charles Nodier an der Schleife des Flusses Doubs am südwestlichen Fuß der Zitadelle von Besançon gelegen und nutzte dabei das Gelände der antiken römischen Nekropole, wie archäologische Funde von Säulen, Fliesenfragmenten sowie Münzen aus der Zeit von Kaiser Mark Aurel belegen.
Auf Wunsch seiner Mutter schrieb Donatus eine Klosterregel für diese Klosterstiftung, in der er Elemente aus den Ordnungen von Benedikt von Nursia, Kolumban und Caesarius von Arles kombinierte. Diese Regula Donati ist der älteste erhaltene Nachweis für die Benediktinerregel und blieb der Nachwelt textlich in Benedikt von Anianes Codex Regularum erhalten.
Für die Leitung der neu gegründeten Abtei Jussamoutier bestimmte Aelia Flavia ihre Tochter Sirudis zur ersten Äbtissin.
Unter der Herrschaft der Karolinger erlangte das Kloster Jussamoutier den Status der Reichsunmittelbarkeit – so nennt der Vertrag von Meerssen die Abtei ausdrücklich als Königskloster Lothars II.
Die im 11. Jahrhundert entstandene Vita sancti Migetius über das Leben des gleichnamigen Erzbischofs von Besancon, der um das Jahr 670 lebte, schreibt diesem den Bau eines Baptisteriums in der Nähe der Kirche von Jussamoutier zu, die dann als in den folgenden Jahrhunderten als Pfarrkirche fungierte.
Bereits im Lauf des 10. Jahrhunderts, unter den Machtstreitigkeiten innerhalb der fränkischen Nachfolgereiche begann der schleichende Niedergang des Frauenklosters und in der zweiten Hälfte des 11. Jahrhunderts, war die Abtei vollständig verlassen und aufgegeben.
1089 wurde das Nonnenkloster Jussamoutier offiziell aufgelöst und als Benediktinerkloster für Männer der Abtei Saint-Pierre von Baume-les-Messieurs anvertraut.
Nach dem Abriss der Hauptkirche im Jahr 1804 sind von dem ehemaligen Kloster keine Reste mehr erhalten.